# Nibok
Nibok, en nauruan Ennibeck, est un des quatorze districts de Nauru. Le district de Nibok fait partie de la circonscription électorale d'Ubenide.

## Géographie

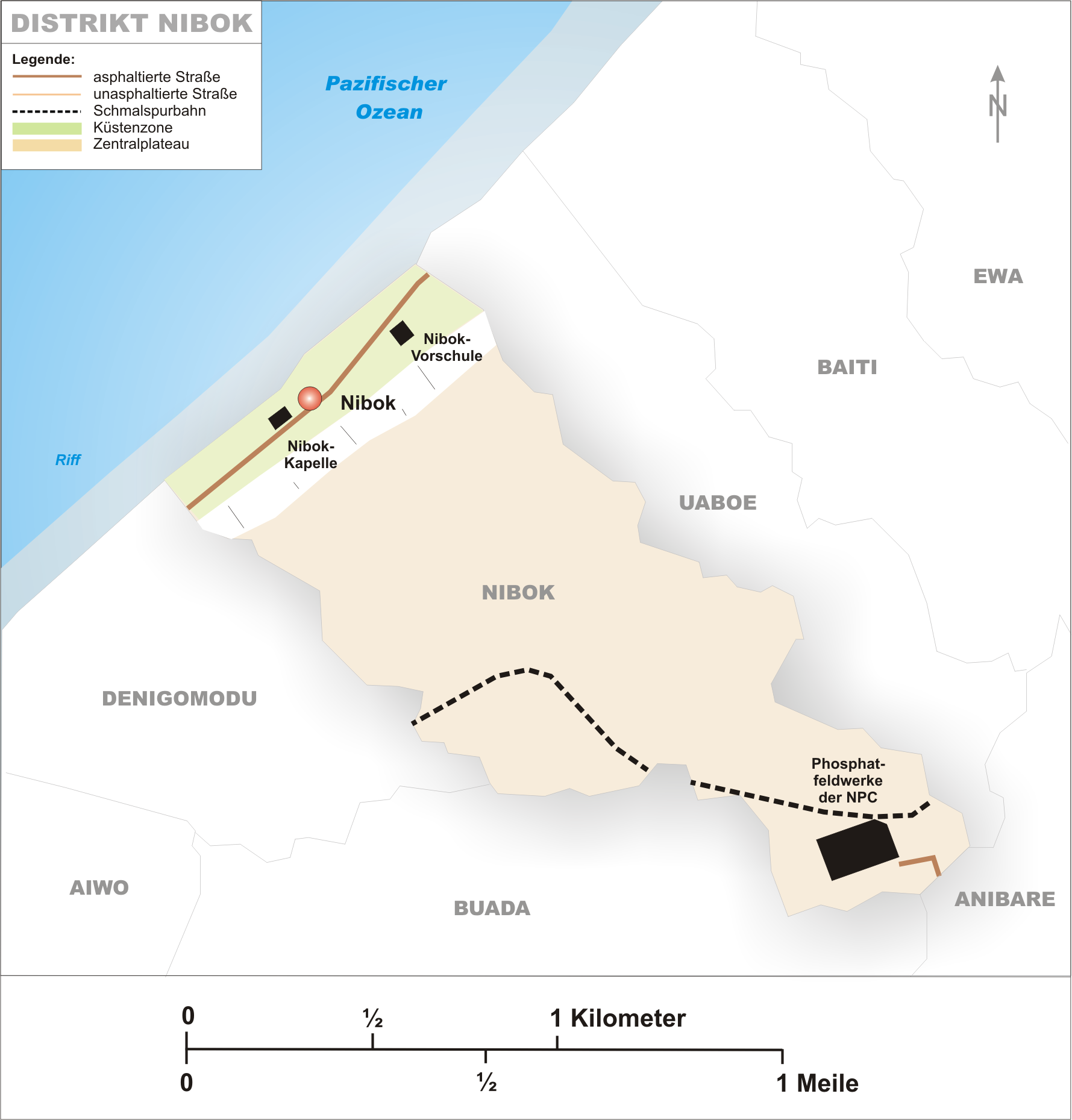
Carte du district de Nibok.

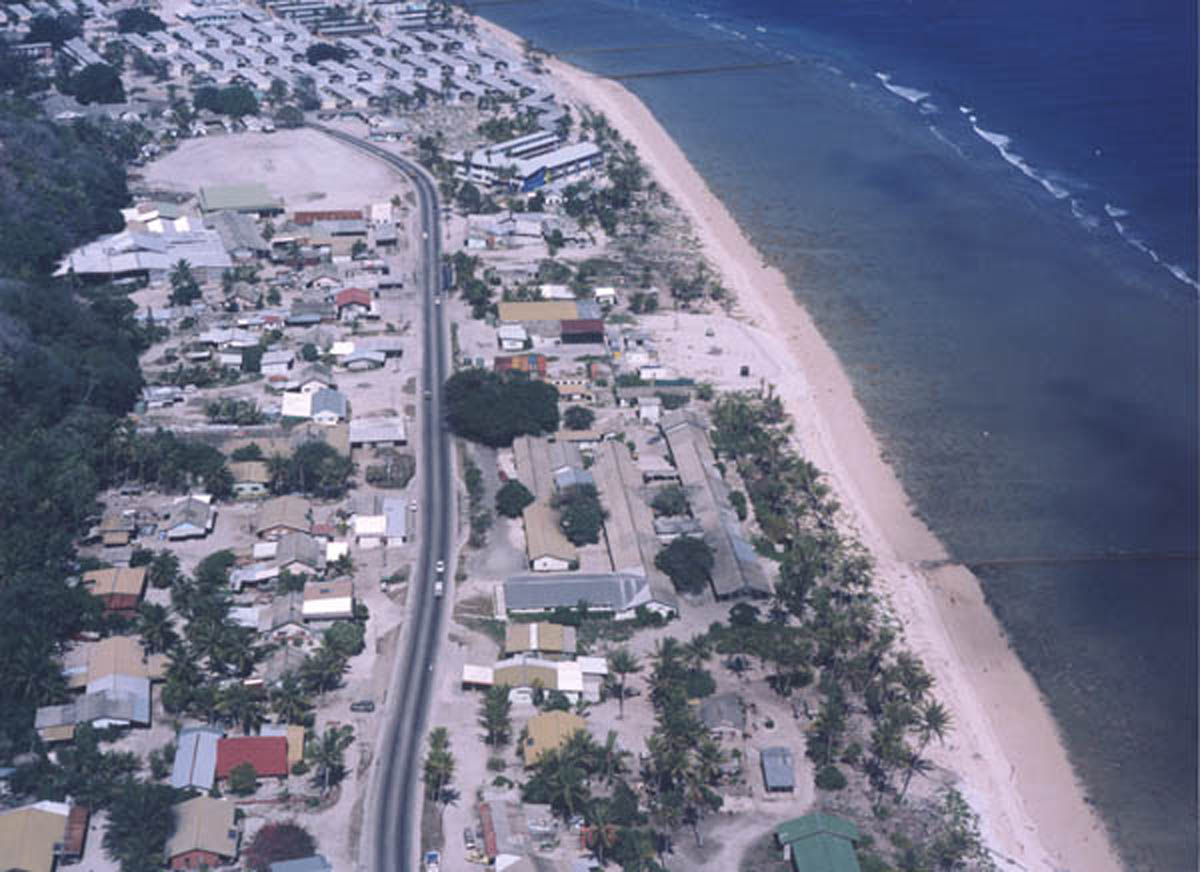
Vue aérienne de la zone côtière des districts de Denigomodu et Nibok (en bas).

Nibok se trouve dans l'Ouest de l'île de Nauru. Il est bordé par l'océan Pacifique au nord-ouest et par les districts d'Uaboe au nord-est, Anibare au sud-est, Buada au sud et Denigomodu au sud-ouest.
Son altitude moyenne est de 20 mètres (minimale : 0 mètre, maximale : 50 mètres) et sa superficie est de 1,6 km2 (quatrième rang sur quatorze).

## Infrastructures
Nibok abrite sur son territoire la chapelle Nibok, un jardin d'enfant, une partie de la voie ferrée de l'île et les ateliers de la RONPHOS sur le plateau.

## Population
Nibok est peuplé de 479 habitants (septième rang sur quatorze) avec une densité de population de 352,2 hab/km2.
La zone correspondant au district de Nibok était composée à l'origine de onze villages : Anakawiduwa, Angoweang, Daubugingarawa, Eateragabe, Eatobwadae, Edet, Etabae, Ganoko, Miage, Wengom et Yedwen.